# الفاظ و اشیا

کتاب نظم اشیاء ـ نوشتهٔ میشل فوکو

الفاظ و اشیا: باستان‌شناسی علوم انسانی (Les mots et les choses: Une archéologie des Sciences humaines) کتابی از میشل فوکو به سال ۱۹۶۶ است که نویسنده در آن استدلال می‌کند که هر دوره تاریخی دارای مفروضات معرفتی اساسی و شیوه‌های تفکر خاصی است که با مشخص کردن منشأ زیست‌شناسی، اقتصاد و زبان‌شناسی تعیین می‌کند که حقیقت چیست و چه گفتمانی در مورد یک موضوع قابل قبول است. این کتاب که مقدمه‌ای دربارهٔ سرچشمه‌های علوم انسانی است، با تجزیه و تحلیل دقیق قانونی و بحث در مورد شبکه پیچیده خطوط دید، جنبه‌های پنهان و نمایش در نقاشی ندیمه‌ها (۱۶۵۶) اثر دیه‌گو ولاسکس آغاز می‌شود. استفادهٔ فوکو از تجزیه و تحلیل‌ها نشان‌دهنده تشابهات ساختاری در تحولات مشابه در ادراک است که در روش محققان در پرداختن به موضوع در علوم انسانی رخ داده است.

## مفهوم معرفت
در نظم اشیاء: باستان‌شناسی علوم انسانی فوکو معتقد
است هر دوره تاریخی دارای مفروضات معرفتی اساسی و شیوه‌های تفکر خاصی است که با مشخص کردن منشأ زیست‌شناسی، اقتصاد و زبان‌شناسی تعیین می‌کند که حقیقت چیست:
- در مورد زبان: از دستور زبان عمومی گرفته تا زبانشناسی
- در مورد موجودات زنده: از تاریخ طبیعی گرفته تا زیست‌شناسی
- در مورد پول: از علم ثروت گرفته تا اقتصاد[۱]